# Emily Watson
Emily Margaret Watson (London, 1967. január 14. –) BAFTA-díjas angol színésznő, a Brit Birodalom Rendjének tisztje (OBE). Gyakran tévesztik össze a nevét Emma Watsonnal a hasonló hangzása miatt.

## Élete
Édesapja, Richard, építész volt, édesanyja, Katharine, tanárnő. Egy nővére van, Harriet. A szülei olyan iskolába járatták, ahol szanszkritot tanult, és a meditáció is hozzátartozott a tantervhez. Watson sokáig meg volt róla győződve, hogy kiadóban fog dolgozni, mint a nővére. Az elhatározás akkor változott meg, mikor a Bristoli Egyetemre ment angol szakra, és elkezdett színészkedni. Felvették a Drama Studio Londonba, ahol az első évek nagyon kemények voltak, később Watson csatlakozott a Royal Shakespeare Companyhoz (RSC), majd átváltott a West Yorkshire Playhouse-ra, végül a Nemzeti Színházban maradt.
1995-ben férjhez ment Jack Watershöz, akivel a Royal Shakespeare Company-n ismerkedett meg. Két gyermekük született, Juliet és Dylan.
1996-ban tört be a köztudatba a Hullámtörés című filmjével, amivel Oscar-díjra is jelölték, a cannes-i filmfesztiválon pedig olyan nagy sikert aratott, hogy állva tapsolták. Két évvel később ismét Oscarra jelölték a Hilary és Jackie-ben nyújtott alakításáért. Watson egy híres csellistát, Jacqueline du Prét formálja meg. A színésznő három hónapig tanult csellózni a szerepért. Karrierjét további jelentős filmekkel bővítette, mint az Angyal a lépcsőn, a Gosford Park, a Kis-nagy világ és az Oranges and Sunshine.
2012-ben BAFTA-díjat nyert a Felelős felnőtt című filmmel, és szerepelt Steven Spielberg Hadak útján című könyvadaptációjában, amiben a főszereplő édesanyjaként jelent meg. 2015-ben Watsont a Brit Birodalom Rendjének tisztjévé tették meg (OBE).
Watson napjainkban kevés szerepet vállal el, és inkább a családjának él (2017).

## Filmográfia

### Film
| Év   | Magyar cím                              | Eredeti cím                                     | Szerep                     | Magyar hang        |
| ---- | --------------------------------------- | ----------------------------------------------- | -------------------------- | ------------------ |
| 1996 | Hullámtörés                             | Breaking the Waves                              | Bess McNeill               | Györgyi Anna       |
| 1997 |                                         | Metroland                                       | Marion                     |                    |
| 1997 | A bunyós                                | The Boxer                                       | Maggie                     | Tóth Ildikó        |
| 1998 | Hilary és Jackie                        | Hilary and Jackie                               | Jackie                     | Bertalan Ágnes     |
| 1999 | Broadway 39. utca                       | Cradle Will Rock                                | Olive Stanton              | Györgyi Anna       |
| 1999 | Angyal a lépcsőn                        | Angela's Ashes                                  | Angela McCourt             | Orosz Anna         |
| 2000 |                                         | Trixie                                          | Trixie Zurbo               |                    |
| 2000 | Végzetes végjáték                       | The Luzhin Defence                              | Natalia Katkov             | Götz Anna          |
| 2001 | Gosford Park                            | Gosford Park                                    | Elsie                      | Fullajtár Andrea   |
| 2002 | Kótyagos szerelem                       | Punch-Drunk Love                                | Lena Leonard               | Igó Éva            |
| 2002 | A vörös sárkány                         | Red Dragon                                      | Reba McClane               | Igó Éva            |
| 2002 | Equilibrium – Gyilkos nyugalom          | Equilibrium                                     | Mary O'Brien               | Kocsis Judit       |
| 2004 | Az elveszett kristály nyomában          | Boo, Zino & the Snurks                          | Atlanta (hangja)           | Kiss Eszter        |
| 2005 | Cserbenhagyás                           | Separate Lies                                   | Anne Manning               | Götz Anna          |
| 2005 | Gyerekkorom Afrikában                   | Wah-Wah                                         | Ruby Compton               | Andresz Kati       |
| 2005 | A halott menyasszony                    | Corpse Bride                                    | Victoria Everglot (hangja) | Haffner Anikó      |
| 2005 | Az ajánlat                              | The Proposition                                 | Martha Stanley             | Nyírő Beáta        |
| 2006 | Miss Potter                             | Miss Potter                                     | Amelia "Millie" Warne      | Nyírő Beáta        |
| 2006 | Keresztes hadjárat farmerban            | Crusade in Jeans                                | Mary Vega                  | Román Judit        |
| 2007 | Én kicsi szörnyem – A mélység legendája | The Water Horse: Legend of the Deep             | Anne MacMorrow             | Kocsis Judit       |
| 2008 | Közös titkunk                           | Fireflies in the Garden                         | Jane Lawrence felnőttként  | Nyírő Beáta        |
| 2008 | Kis-nagy világ                          | Synecdoche, New York                            | Tammy                      | Kiss Virág         |
| 2009 | Lélekölő                                | Cold Souls                                      | Claire                     | Kökényessy Ági     |
| 2009 | Forgószélben                            | Within the Whirlwind                            | Jevgenyija Ginzburg        |                    |
| 2010 | Kisvárosi Rock ’n’ Roll                 | Cemetery Junction                               | Mrs. Kendrick              | Hűvösvölgyi Ildikó |
| 2011 |                                         | Oranges and Sunshine                            | Margaret Humphreys         |                    |
| 2011 | Hadak útján                             | War Horse                                       | Rose Narracott             | Igó Éva            |
| 2012 | Anna Karenina                           | Anna Karenina                                   | Lydia grófné               | Nyírő Beáta        |
| 2013 |                                         | Some Girl(s)                                    | Lindsay                    |                    |
| 2013 | A könyvtolvaj                           | The Book Thief                                  | Rosa Hubermann             | Tóth Ildikó        |
| 2013 | Belle                                   | Belle                                           | Lady Mansfield             | Hűvösvölgyi Ildikó |
| 2014 | A mindenség elmélete                    | The Theory of Everything                        | Beryl Wilde                | Szórádi Erika      |
| 2014 | Az ifjúság végrendelete                 | Testament of Youth                              | Mrs. Brittain              | Bertalan Ágnes     |
| 2015 | Kicsi fiú                               | Little Boy                                      | Emma Busbee                | Nyírő Beáta        |
| 2015 | Hercegnők éjszakája                     | A Royal Night Out                               | Erzsébet királyné          | Kovács Nóra        |
| 2015 | Everest                                 | Everest                                         | Helen Wilton               | Götz Anna          |
| 2015 |                                         | Molly Moon and the Incredible Book of Hypnotism | Miss Trinklebury           |                    |
| 2017 | Kingsman: Az aranykör                   | Kingsman: The Golden Circle                     | Fox vezérkari főnök        | Götz Anna          |
| 2017 | Az a nap a tengerparton                 | On Chesil Beach                                 | Violet Ponting             |                    |
| 2017 | Szörnyen boldog család                  | Monster Family                                  | Emma Wishbone (hangja)     | Györgyi Anna       |
| 2017 | Szörnyen boldog család                  | Monster Family                                  | Emma Wishbone (hangja)     | Ruttkay Laura      |
| 2018 | A boldog herceg                         | The Happy Prince                                | Constance Lloyd            |                    |
| 2021 | Szörnyen boldog család 2.               | Monster Family 2                                | Emma (hangja)              |                    |
| 2022 | Isten teremtményei                      | God's Creatures                                 | Aileen O'Hara              |                    |
| 2024 |                                         | Small Things Like This                          | Sr. Mary                   |                    |
| 2024 |                                         | Midas Man                                       | Queenie Epstein            |                    |

### Televízió
| Év   | Magyar cím                    | Eredeti cím                         | Szerep             | Megjegyzések                                             |
| ---- | ----------------------------- | ----------------------------------- | ------------------ | -------------------------------------------------------- |
| 1994 |                               | A Summer Day's Dream                | Rosalie            | tévéfilm                                                 |
| 1997 | Vízimalom                     | The Mill on the Floss               | Maggie Tulliver    | tévéfilm                                                 |
| 2004 | Peter Sellers élete és halála | The Life and Death of Peter Sellers | Anne Sellers       | tévéfilm                                                 |
| 2008 | Kegyes hazugság               | The Memory Keeper's Daughter        | Caroline Gil       | tévéfilm                                                 |
| 2011 | Felelős felnőtt               | Appropriate Adult                   | Janet Leach        | minisorozat (két epizód)                                 |
| 2013 |                               | The Politician's Husband            | Freya              | minisorozat (3 epizód)                                   |
| 2015 | Marilyn Monroe titkos élete   | The Secret Life of Marilyn Monroe   | Grace McKee        | - minisorozat (2 epizód) - magyar hangja: - Nyírő Beáta  |
| 2015 |                               | A Song for Jenny                    | Julie Nicholson    | tévéfilm                                                 |
| 2015 | Az öltöztető                  | The Dresser                         | Her Ladyship       | - tévéfilm - magyar hangja: - Bozó Andrea                |
| 2017 | Bujdokló szenvedély           | Apple Tree Yard                     | Yvonne Carmichael  | - minisorozat (4 epizód) - magyar hangja: - Nyírő Beáta  |
| 2017 | Géniusz                       | Genius                              | Elsa Einstein      | tévésorozat (4 epizód)                                   |
| 2017 |                               | Little Women                        | Marmee             | minisorozat (3 epizód)                                   |
| 2018 | Lear király                   | King Lear                           | Regan              | tévéfilm                                                 |
| 2019 | Csernobil                     | Chernobyl                           | Uljana Homjuk      | - minisorozat (4 epizód) - magyar hangja: - Bertalan Ági |
| 2020 | A harmadik nap                | The Third Day                       | Mrs. Martin        | minisorozat (6 epizód)                                   |
| 2021 | Túl közel                     | Too Close                           | Dr. Emma Robertson | minisorozat (3 epizód)                                   |
| 2023 |                               | Fired on Mars                       | Sheila             | tévésorozat (2 epizód)                                   |
| 2024 | Dűne: Prófécia                | Dune: Prophecy                      | Valya Harkonnen    | minisorozat (6 epizód)                                   |

## Díjak és jelölések
| Év   | Film                          | Díj | Eredmény      |
| ---- | ----------------------------- | --- | ------------- |
| 1996 | Hullámtörés                   | ACCA Award – legjobb női főszereplő                                                                     | Jelölve       |
| 1996 | Hullámtörés                   | Boston Society of Film Critics Awards – legjobb színésznő                                               | Második hely  |
| 1996 | Hullámtörés                   | European Film Award – Az év európai színésznője                                                         | Elnyerte      |
| 1996 | Hullámtörés                   | Ft. Lauderdale Nemzetközi Filmfesztivál: Elnöki díj – legjobb színésznő                                 | Elnyerte      |
| 1996 | Hullámtörés                   | Los Angeles Film Critics Association Awards – Új Generáció díj                                          | Elnyerte      |
| 1996 | Hullámtörés                   | New York-i Filmkritikusok Egyesülete – legjobb színésznő                                                | Elnyerte      |
| 1997 | Hullámtörés                   | Oscar-díj a legjobb női főszereplőnek                                                                   | Jelölve       |
| 1997 | Hullámtörés                   | Golden Globe-díj a legjobb női főszereplőnek – filmdráma                                                | Jelölve       |
| 1997 | Hullámtörés                   | BAFTA-díj a legjobb női főszereplőnek                                                                   | Jelölve       |
| 1997 | Hullámtörés                   | Bodil Award – legjobb színésznő                                                                         | Elnyerte      |
| 1997 | Hullámtörés                   | Chicagói Filmkritikusok Szövetsége – legjobb színésznő                                                  | Jelölve       |
| 1997 | Hullámtörés                   | Chicagói Filmkritikusok Szövetsége – ígéretes előadó                                                    | Jelölve       |
| 1997 | Hullámtörés                   | Chlotrudis Award – legjobb színésznő                                                                    | Jelölve       |
| 1997 | Hullámtörés                   | Evening Standard British Film Award – Ígéretes előadó                                                   | Elnyerte      |
| 1997 | Hullámtörés                   | Londoni Filmkritikusok Szövetsége – Az év brit színésznője                                              | Jelölve       |
| 1997 | Hullámtörés                   | Londoni Filmkritikusok Szövetsége – Az év brit felfedezettje                                            | Elnyerte      |
| 1997 | Hullámtörés                   | Amerikai Filmkritikusok Nemzeti Szövetsége – legjobb színésznő                                          | Elnyerte      |
| 1997 | Hullámtörés                   | Robert Fesztivál – legjobb színésznő                                                                    | Elnyerte      |
| 1997 | Hullámtörés                   | Satellite Award – legjobb női főszereplő (filmdráma)                                                    | Jelölve       |
| 1999 | Hilary és Jackie              | Oscar-díj a legjobb női főszereplőnek                                                                   | Jelölve       |
| 1999 | Hilary és Jackie              | Golden Globe-díj a legjobb női főszereplőnek – filmdráma                                                | Jelölve       |
| 1999 | Hilary és Jackie              | BAFTA-díj a legjobb női főszereplőnek                                                                   | Jelölve       |
| 1999 | Hilary és Jackie              | British Independent Film Award – legjobb színésznő                                                      | Elnyerte      |
| 1999 | Hilary és Jackie              | Chicagói Filmkritikusok Szövetsége – legjobb színésznő                                                  | Jelölve       |
| 1999 | Hilary és Jackie              | Chlotrudis Award – legjobb színésznő                                                                    | Jelölve       |
| 1999 | Hilary és Jackie              | OFTA Film Award – legjobb színésznő (filmdráma)                                                         | Jelölve       |
| 1999 | Hilary és Jackie              | OFCS Award – legjobb színésznő                                                                          | Jelölve       |
| 1999 | Hilary és Jackie              | Satellite Award – legjobb női főszereplő (filmdráma)                                                    | Jelölve       |
| 1999 | Hilary és Jackie              | Screen Actors Guild Award – legjobb női főszereplő                                                      | Jelölve       |
| 2000 | Hilary és Jackie              | Londoni Filmkritikusok Szövetsége – Az év brit színésznője (az Angyal a lépcsőn filmmel együtt)         | Elnyerte      |
| 2000 | Angyal a lépcsőn              | BAFTA-díj a legjobb női főszereplőnek                                                                   | Jelölve       |
| 2000 | Angyal a lépcsőn              | Irish Film and Television Award – legjobb színésznő                                                     | Jelölve       |
| 2000 | Végzetes végjáték             | British Independent Film Award – legjobb színésznő                                                      | Jelölve       |
| 2001 | Végzetes végjáték             | Londoni Filmkritikusok Szövetsége – Az év brit színésznője                                              | Jelölve       |
| 2001 | Broadway 39. utca             | Londoni Filmkritikusok Szövetsége – Az év brit mellékszereplő színésznője                               | Jelölve       |
| 2001 | Gosford Park                  | ACCA Award – legjobb színtársulat                                                                       | Második hely  |
| 2002 | Gosford Park                  | Broadcast Film Critics Association Award – legjobb színtársulat                                         | Elnyerte      |
| 2002 | Gosford Park                  | European Film Awards: Közönségdíj – legjobb európai színésznő                                           | Elnyerte      |
| 2002 | Gosford Park                  | Floridai Filmkritikusok Szövetsége – legjobb színtársulat                                               | Elnyerte      |
| 2002 | Gosford Park                  | OFCS Award – legjobb színtársulat                                                                       | Elnyerte      |
| 2002 | Gosford Park                  | Phoenixi Filmkritikusok Szövetsége – legjobb színtársulat                                               | Jelölve       |
| 2002 | Gosford Park                  | Satellite Award: Különdíj – legjobb színtársulat                                                        | Elnyerte      |
| 2002 | Gosford Park                  | Satellite Award – legjobb női mellékszereplő (vígjáték vagy musical)                                    | Jelölve       |
| 2002 | Gosford Park                  | Screen Actors Guild Award – legjobb színtársulat                                                        | Elnyerte      |
| 2002 | A vörös sárkány               | Golden Schmoes Award – Az év legjobb női mellékszereplője                                               | Jelölve       |
| 2002 | Kótyagos szerelem             | Torontói Filmkritikusok Szövetsége – legjobb női mellékszereplő                                         | Elnyerte      |
| 2003 | Kótyagos szerelem             | MTV Movie Award a legjobb csókért (megosztva Adam Sandlerrel)                                           | Jelölve       |
| 2003 | Kótyagos szerelem             | Vancouveri Filmkritikusok Egyesülete – legjobb női mellékszereplő                                       | Harmadik hely |
| 2003 | A vörös sárkány               | Szaturn-díj a legjobb női mellékszereplőnek                                                             | Jelölve       |
| 2003 | A vörös sárkány               | Empire Award – legjobb brit színésznő                                                                   | Jelölve       |
| 2003 | A vörös sárkány               | Fangoria Chainsaw Award – legjobb női mellékszereplő                                                    | Második hely  |
| 2003 | A vörös sárkány               | Londoni Filmkritikusok Szövetsége – Az év legjobb brit mellékszereplő színésze                          | Elnyerte      |
| 2004 | Peter Sellers élete és halála | OFTA Television Award – legjobb női mellékszereplő (tévéfilm vagy minisorozat)                          | Elnyerte      |
| 2005 | Peter Sellers élete és halála | Golden Globe-díj a legjobb női mellékszereplőnek (sorozat, minisorozat vagy tévéfilm)                   | Jelölve       |
| 2005 | Peter Sellers élete és halála | Gold Derby TV Award – legjobb női mellékszereplő                                                        | Elnyerte      |
| 2005 | Peter Sellers élete és halála | Satellite Award – legjobb női mellékszereplő (televíziós sorozat, televíziós minisorozat vagy tévéfilm) | Jelölve       |
| 2005 | Gyerekkorom Afrikában         | British Independent Film Award – legjobb színésznő                                                      | Jelölve       |
| 2005 | Az ajánlat                    | IF Award – legjobb színésznő                                                                            | Jelölve       |
| 2006 | Cserbenhagyás                 | Londoni Filmkritikusok Szövetsége – Az év brit színésznője                                              | Jelölve       |
| 2007 | Az ajánlat                    | INOCA – legjobb női mellékszereplő                                                                      | Jelölve       |
| 2007 | Az ajánlat                    | Londoni Filmkritikusok Szövetsége – Az év legjobb brit mellékszereplő színésze                          | Jelölve       |
| 2008 | Kis-nagy világ                | Gotham Award – legjobb színtársulat (megosztva a Vicky Cristina Barcelona című filmmel)                 | Elnyerte      |
| 2009 | Kis-nagy világ                | Film Independent Spirit Award – Robert Altman-díj (megosztva a film készítőivel és szerepgárdájával)    | Elnyerte      |
| 2011 | Hadak útján                   | Women's Image Network Award                                                                             | Jelölve       |
| 2011 | Oranges and Sunshine          | IF Award – legjobb színésznő                                                                            | Elnyerte      |
| 2011 | Oranges and Sunshine          | Satellite Award – legjobb színésznő                                                                     | Jelölve       |
| 2012 | Oranges and Sunshine          | Ausztrál Filmakadémia – legjobb női főszereplő                                                          | Jelölve       |
| 2012 | Oranges and Sunshine          | Ausztrál Filmkritikusok Egyesülete – legjobb színésznő                                                  | Elnyerte      |
| 2012 | Oranges and Sunshine          | Ausztrál Filmkritikusok Szövetsége – legjobb női főszereplő                                             | Elnyerte      |
| 2012 | Felelős felnőtt               | Golden Globe-díj a legjobb női főszereplőnek (minisorozat vagy tévéfilm)                                | Jelölve       |
| 2012 | Felelős felnőtt               | BAFTA TV-díj a legjobb női főszereplőnek                                                                | Elnyerte      |
| 2012 | Felelős felnőtt               | Critics' Choice TV Award – legjobb színésznő (tévéfilm vagy minisorozat)                                | Jelölve       |
| 2012 | Felelős felnőtt               | Gold Derby TV Award – legjobb női főszereplő (tévéfilm vagy minisorozat)                                | Jelölve       |
| 2012 | Felelős felnőtt               | Monte-Carlo TV Fesztivál: Golden Nymph – legjobb női főszereplő (minisorozat)                           | Elnyerte      |
| 2012 | Felelős felnőtt               | OFTA Television Award – legjobb női főszereplő (tévéfilm vagy minisorozat)                              | Jelölve       |
| 2012 | Felelős felnőtt               | Royal Television Society, UK – legjobb színésznő                                                        | Elnyerte      |
| 2012 | Felelős felnőtt               | Screen Actors Guild Awards – legjobb női főszereplő (tévéfilm vagy minisorozat)                         | Jelölve       |
| 2013 | A könyvtolvaj                 | Satellite Award – legjobb női mellékszereplő                                                            | Jelölve       |
| 2014 | A könyvtolvaj                 | Szaturn-díj a legjobb női mellékszereplőnek                                                             | Jelölve       |
| 2014 | The Politician's Husband      | Golden FIPA – legjobb színésznő                                                                         | Elnyerte      |
| 2015 | A mindenség elmélete          | Screen Actors Guild Award – legjobb szerepgárda                                                         | Jelölve       |
| 2015 |                               | San Sebastián-i Nemzetközi Filmfesztivál – Donostia-életműdíj                                           | Elnyerte      |
| 2016 | Az öltöztető                  | Critics' Choice TV Award – legjobb női mellékszereplő (tévéfilm vagy minisorozat)                       | Jelölve       |
| 2016 | Az öltöztető                  | Satellite Award – legjobb színésznő (tévéfilm vagy minisorozat)                                         | Jelölve       |